# Hulluch
Hulluch és un municipi francès situat al departament del Pas de Calais i a la regió dels Alts de França. L'any 2007 tenia 3.161 habitants.

## Demografia

### Població
El 2007 la població de fet de Hulluch era de 3.161 persones. Hi havia 1.132 famílies de les quals 270 eren unipersonals (90 homes vivint sols i 180 dones vivint soles), 306 parelles sense fills, 481 parelles amb fills i 75 famílies monoparentals amb fills.
La població ha evolucionat segons el següent gràfic:
Habitants censats

### Habitatges
El 2007 hi havia 1.194 habitatges, 1.163 eren l'habitatge principal de la família, 3 eren segones residències i 28 estaven desocupats. 1.157 eren cases i 35 eren apartaments. Dels 1.163 habitatges principals, 609 estaven ocupats pels seus propietaris, 464 estaven llogats i ocupats pels llogaters i 89 estaven cedits a títol gratuït; 7 tenien una cambra, 60 en tenien dues, 231 en tenien tres, 281 en tenien quatre i 584 en tenien cinc o més. 948 habitatges disposaven pel capbaix d'una plaça de pàrquing. A 509 habitatges hi havia un automòbil i a 411 n'hi havia dos o més.

### Piràmide de població
La piràmide de població per edats i sexe el 2009 era:
| Homes | Edats   | Dones |
| ----- | ------- | ----- |
| 0     | 95 o +  | 0     |
| 4     | 90 a 94 | 8     |
| 0     | 85 a 89 | 28    |
| 4     | 80 a 84 | 16    |
| 44    | 75 a 79 | 76    |
| 64    | 70 a 74 | 88    |
| 52    | 65 a 69 | 100   |
| 44    | 60 a 64 | 56    |
| 32    | 55 a 59 | 56    |
| 68    | 50 a 54 | 44    |
| 68    | 45 a 49 | 84    |
| 136   | 40 a 44 | 112   |
| 160   | 35 a 39 | 140   |
| 104   | 30 a 34 | 112   |
| 76    | 25 a 29 | 84    |
| 60    | 20 a 24 | 84    |
| 120   | 15 a 19 | 144   |
| 136   | 10 a 14 | 172   |
| 140   | 5 a 9   | 116   |
| 84    | 0 a 4   | 72    |

## Economia
El 2007 la població en edat de treballar era de 1.998 persones, 1.344 eren actives i 654 eren inactives. De les 1.344 persones actives 1.142 estaven ocupades (654 homes i 488 dones) i 202 estaven aturades (103 homes i 99 dones). De les 654 persones inactives 129 estaven jubilades, 247 estaven estudiant i 278 estaven classificades com a «altres inactius».

### Ingressos
El 2009 a Hulluch hi havia 1.191 unitats fiscals que integraven 3.175 persones, la mediana anual d'ingressos fiscals per persona era de 15.050 €.

### Activitats econòmiques
Dels 70 establiments que hi havia el 2007, 1 era d'una empresa alimentària, 6 d'empreses de fabricació d'altres productes industrials, 7 d'empreses de construcció, 24 d'empreses de comerç i reparació d'automòbils, 5 d'empreses de transport, 2 d'empreses d'hostatgeria i restauració, 2 d'empreses financeres, 4 d'empreses de serveis, 11 d'entitats de l'administració pública i 8 d'empreses classificades com a «altres activitats de serveis».
Dels 19 establiments de servei als particulars que hi havia el 2009, 1 era una oficina de correu, 1 funerària, 6 tallers de reparació d'automòbils i de material agrícola, 1 autoescola, 1 fusteria, 3 electricistes, 1 empresa de construcció, 4 perruqueries i 1 agència immobiliària.
Dels 8 establiments comercials que hi havia el 2009, 1 era un hipermercat, 2 botiges de menys de 120 m², 2 fleques, 2 botigues de roba i 1 una joieria.
L'any 2000 a Hulluch hi havia 7 explotacions agrícoles.

## Equipaments sanitaris i escolars
L'únic equipament sanitari que hi havia el 2009 era una farmàcia.
El 2009 hi havia 2 escoles maternals i 2 escoles elementals.

## Poblacions més properes
El següent diagrama mostra les poblacions més properes.